# 飛上彩虹 (台視)
《飛上彩虹》（英語：Flying to the Rainbow）是臺灣電視公司（台視）1997年綜藝節目，製作單位是大東影藝，製作人是彭達、賴勛彪與王耀賢，主持人是鳳飛飛與費玉清，導播是孫家明與吳美雅，共26集，播出期間為1997年4月20日至1997年10月23日，開播時播出時間為星期日19:40～21:40，1997年8月21日起播出時間改為星期四21:00～23:00。
本節目是鳳飛飛主持的第6個（也是最後一個）常態性綜藝節目，標榜純歌唱節目，楊水金指揮台視大樂團現場伴奏。除了第1集第2段開放「鳳之友聯誼會」（鳳友會）參觀錄影並現場舉辦鳳飛飛歌友會之外，不開放參觀錄影。

## 主持人
| 開始時間 | 結束時間 | 主持人             |
| -------- | -------- | ------------------ |
|          |          | 鳳飛飛、費玉清主持 |

## 歷史
1997年7月23日，台視證實，本日台視各級主管開會後決定，本節目自1997年8月份起播出時間改為星期四21:00，與中國電視公司（中視）綜藝節目《非常男女》交手；星期日19:40暫時由日本電視動畫《蠟筆小新》墊檔，長期仍將以新綜藝節目接手。台視表示，本節目播出一季多的內容是受肯定的，不過在星期日19:40播出節目調性、觀眾定位都太早，收視率未能上揚，故參考中視綜藝節目《金嗓金賞》異軍突起的特性，改投入另一時段，應該可以有更好的發揮空間；並於開會決定換時段後通知本節目幕後老闆（大東影藝老闆）彭達，獲得彭達同意後告知大東影藝，預計於1997年8月初換時段。鳳飛飛透過越洋電話回應：「這是節目運作的策略，在哪一時段播出其實並不是很重要。《彩虹》是個歌唱節目，這樣的節目型態放在週日晚間七點半時段播出一季以來，也曾就這個情形進行研討。彭達亦曾提及更換時段播出的計畫，我已有心理準備，禮拜四晚間也是一個好時段呀！」
2006年，台視授權聲實業發行DVD-Video《飛上彩虹 鳳飛飛76～86年電視演唱精選》，全3片，收錄1987至1997年（中華民國76至86年）鳳飛飛在本節目與《我愛彩虹》等節目的演唱實況，無內嵌首播時字幕。 
2009年10月至2010年6月，台視國際台重播本節目，播出時間應當天節目而定。
2012年2月13日，費玉清說，他40年演藝生涯最難忘的事就是和鳳飛飛一起主持本節目，因為鳳飛飛是敬業而認真的藝人，鳳飛飛在本節目結束後還特地寄卡片給他，足以讓人感受到鳳飛飛念舊的溫暖。
2012年2月18日至2012年3月12日，為悼念鳳飛飛逝世，台視綜合台每日重播本節目1集，重播時間為每日9:00～11:00及20:00～22:00（兩時段皆暫停播出原定節目），唯一不同處在於畫面左上角加註新名稱《追憶鳳飛飛－飛上彩虹》。
2017年，YouTube「台視官方頻道」上傳本節目完整版。

## 單元
〈說說唱唱〉
邀請歌星唱歌及接受鳳飛飛與費玉清訪問。
〈往日情懷〉
歌唱單元，邀請老歌星唱老歌。
〈台灣彈同調〉
歌唱單元，專門介紹台灣歌謠。
〈樹說情歌〉
歌唱單元，專門介紹男女對唱歌曲及抒情老歌。舞台左側會擺一棵道具樹，這棵樹在《龍兄虎弟》等綜藝節目中都曾出現過。
〈明星上菜〉
美食單元，是本節目唯一的外景單元，鳳飛飛主持，1997年9月21日首次錄影，首次錄影地點為倪敏然開的日本料理餐廳。1997年9月21日，鳳飛飛說，本單元是她在本節目製播時就有的構想，雖然本節目只剩5集，但她依然以「做第一集和最後一集的心情都一樣」的信念堅持到底，所以她不理會本節目播出的長短，還是把握機會完成她的想法；本單元與一般純粹介紹吃的節目不太相同，會經營得更深入、精緻些；在本單元，她不僅要告訴觀眾「在什麼樣的餐廳點什麼佳肴」，還將詳細解說吃的文化與背景。
在本單元首次錄影中，倪敏然說了當年他追求鳳飛飛失敗的往事：他屢次送花給鳳飛飛，雖然他在卡片上都有署名，但鳳飛飛視而不見，「有一次我約她出來，她都答應了，結果我等了三小時沒等到人，後來才知道是鳳媽媽的原因」，從此他就「知難而退」，不久鳳飛飛就與趙宏琦結婚了。倪敏然說，以前他覺得「沒追到很丟臉」，所以不敢說這件事；現在他覺得這些都是陳年往事了，說出來也無妨，而且他現在也有美滿的婚姻。鳳飛飛聽了，很不好意思地笑說：「哪有！你講得好像在主持節目一樣。」
〈彩虹的一天〉
最後一集的回顧單元，回顧本節目的幕後工作情形，分為七大部分：㈠「燈光作業」、㈡「舞群綵排」、㈢「錄影前作業」、㈣「梳化妝作業」、㈤「準備就緒」、㈥「正式錄影」、㈦「換場」。

## 工作人員表
《飛上彩虹》最後一集工作人員表
- 製作人：彭達、王耀賢
- 企劃：王莉茗
- 策劃：陳力瑜
- 執行：曾經洲、黃德忠
- 編劇：金傳瓔、王惠玉、蔡科昇
- 製作群：董永舜、黃瓊惠
- 梳妝：蔡竹
- 化妝：黃惠珍
- 造型：韓忠偉
- 剪輯：鍾瑞華
- 電腦燈光：吳世昌、黃進鋒、王惟正、薛芳銘、林文清
- 指揮：楊水金
- 伴奏：台視大樂團
- 後製作剪輯：何芳城
- 電腦美術：王盛泰
- 美術助理：羅程山、謝俊明
- 美術指導：紀尚蓮
- 音樂指導：王恆
- 成音工程：徐幼君、藍錫豐、李明元、賴興燦、鍾萬舉、謝大良
- 攝影：陳益銘、陳文田、房健生、趙旻傑
- 燈光設計：王熲洋[11]、胡國舜
- 視訊工程：陳永富
- 技術指導：毛揚、施哲儒
- 助理導播：邱心怡
- 副導播：連春利
- 導播：吳美雅

## 外部連結
- YouTube上的《飛上彩虹》訪問李如麟